# سیارک ۱۰۱۵۷
سیارک ۱۰۱۵۷ (به انگلیسی: 10157 Asagiri، نامگذاری:1994WE1) ده هزار و صد و پنجاه و هفتمین سیارک کشف شده‌است که در ۲۷ نوامبر ۱۹۹۴ کشف شد.
قدر مطلق سیارک برابر ۱۹٫۵ است.